# Nærøy
Nærøy es un municipio en la provincia de Trøndelag (Noruega). Forma parte del distrito de Namdalen. La ciudad más pequeña de Noruega, Kolvereid, es el centro administrativo del municipio.
Nærøy fue estableció como un municipio el 1 de enero de 1838 (véase formannskapsdistrikt). Vikna fue separado de Nærøy el 1 de julio de 1869. Los municipios de Foldereid, Gravvik y Kolvereid fueron unidos a Nærøy el 1 de enero de 1964.

## Información general

### Nombre
La forma del nombre en antiguo nórdico era Njarðøy. El primer elemento es quizá la forma raíz del nombre del dios nórdico Njord (pero es sospechoso que no en el caso genitivo). El último elemento es øy que significa «isla».

### Escudo de armas
El escudo es de época moderna. Fue concedido el 22 de mayo de 1987. Las armas están basadas en el sello del rey Håkon Magnusson desde 1344, en un documento en el que el rey concedió varios derechos a los granjeros locales. El sello muestra a la Virgen María en un portal decorado con la flor de lis, el símbolo de la Virgen. Las armas muestran una combinación de tres flores de lis, el color elegido fue rojo. como las ninfeas locales que generalmente son encarnadas.